# J.E. Schmalfeld's Fabrikker
J.E. Schmalfeld's Fabrikker A/S var en dansk cigar-, røg- og skråtobaksfabrik i Aarhus.
Virksomheden blev grundlagt den 16. november 1846 af J.E. Schmalfeld (1820-1918) på det nuværende Store Torv (Borgporten/Maren Smeds Gyde) 15 i Aarhus. I 1870 blev fabrikken udvidet med Den Funderske Tobaksfabrik i Vestergade 29, hvortil fabrikken blev flyttet. I 1899 overgik fabrikken til et aktieselskab med Vilhelm Thuesen (1868-?), der ejede en cigarfabrik i byen, som direktør. Fra 1925 var hans søn Kai Thuesen (1900-?) direktør.
I 1971 blev selskabet overtaget af Skandinavisk Tobakskompagni.